# Pardal embridat
El pardal embridat (Gymnoris superciliaris) és un ocell de la família dels passèrids (Passeridae). Habita el bosc miombo i les sabanes des de la República del Congo, sud de la República Democràtica del Congo, i nord de Tanzània, cap al sud, fins al sud-est de Sud-àfrica.